# Понте Франко (Падова)
Понте Франко је насеље у Италији у округу Падова, региону Венето.
Према процени из 2011. у насељу је живело 62 становника. Насеље се налази на надморској висини од 8 м.